# Hostim
Hostim település Csehországban, a Znojmói járásban. Hostim Zvěrkovice, Rozkoš, Jiřice u Moravských Budějovic, Prokopov, Blanné, Střelice és Jaroměřice nad Rokytnou településekkel határos. Lakosainak száma 394 fő (2024. január 1.).

## Népesség
A település lakosságának változását az alábbi diagram mutatja:
| Lakosok száma | 717  | 758  | 731  | 547  | 545  | 469  | 442  | 420  | 410  | 394  |
|               | 1869 | 1890 | 1921 | 1950 | 1980 | 2001 | 2017 | 2019 | 2022 | 2024 |